# Ivan Sazima
Ivan Sázima est un herpétologiste brésilien.
Diplômé de Université de São Paulo en 1980, il étudie à l'université de la Ruhr à Bochum.
Il travaille à l'Universidade Estadual de Campinas.

## Taxons nommés en son honneur
- Bokermannohyla sazimai (Cardoso & Andrade, 1982)
- Hylodes sazimai Haddad & Pombal, 1995                                *Pterinopelma sazimai Bertani, Nagahama et Fukushima, 2011

## Quelques taxons décrits
- Bokermannohyla nanuzae (Bokermann & Sazima, 1973)
- Crossodactylus bokermanni Caramaschi & Sazima, 1985
- Cycloramphus faustoi Brasileiro, Haddad, Sawaya & Sazima, 2007
- Cycloramphus juimirim Haddad & Sazima, 1989
- Hylodes otavioi Sazima & Bokermann, 1983
- Ischnocnema juipoca (Sazima & Cardoso, 1978)
- Leptodactylus camaquara Sazima & Bokermann, 1978
- Leptodactylus cunicularius Sazima & Bokermann, 1978
- Leptodactylus furnarius Sazima & Bokermann, 1978
- Leptodactylus jolyi Sazima & Bokermann, 1978
- Leptodactylus tapiti Sazima & Bokermann, 1978
- Phasmahyla jandaia (Bokermann & Sazima, 1978)
- Physalaemus atlanticus Haddad & Sazima, 2004
- Physalaemus deimaticus Sazima & Caramaschi, 1988
- Proceratophrys cururu Eterovick & Sazima, 1998
- Proceratophrys palustris Giaretta & Sazima, 1993
- Scinax curicica Pugliese, Pombal & Sazima, 2004
- Scinax machadoi (Bokermann & Sazima, 1973)
- Scinax maracaya (Cardoso & Sazima, 1980)
- Scinax pinima (Bokermann & Sazima, 1973)
- Tantilla boipiranga Sawaya & Sazima 2003
- Thamnodynastes longicaudus Franco, Ferreira, Marques & Sazima 2003
- Thoropa megatympanum Caramaschi & Sazima, 1984

## Référence biographique et bibliographie
- (pt) CV pro

Sazima est l’abréviation habituelle de Ivan Sazima en zoologie.

Consulter la liste des abréviations d'auteur en zoologie ou la liste des taxons zoologiques assignés à cet auteur par ZooBank
- Notices d'autorité :   - VIAF
  - ISNI
  - IdRef
  - LCCN
  - GND
  - Pologne
  - WorldCat